# Джонсон, Бутч
Ричард Эндрю «Бутч» Джонсон (англ. Richard Andrew "Butch" Johnson; 30 августа 1955, Вустер, штат Массачусетс, США — 28 мая 2024) — американский стрелок из лука, олимпийский чемпион 1996 года в команде, многократный чемпион США, двукратный чемпион Панамериканских игр в команде (1999 и 2007). Участник 5 подряд Олимпийских игр (1992, 1996, 2000, 2004, 2008).
Джонсон добился успехов как в стрельбе из олимпийского лука, так и в стрельбе из блочного. Кроме участия в соревнованиях Джонсон также управлял центром по стрельбе из лука в Коннектикуте.
Дебютировал на Олимпийских играх в 1992 году в Барселоне в возрасте 36 лет. Занял 18-е место в личном первенстве и 6-е в командном. В 1996 году на домашней Олимпиаде в Атланте выиграл золото в команде (вместе с Родом Уайтом и Джастином Хайшом). Интересно, что 40-летнему Джонсону тогда было столько же лет, сколько Уайту (19) и Хайшу (21) вместе взятым. В личном первенстве в Атланте Бутч стал 11-м.
В 1999 году Джонсон выиграл бронзу чемпионата мира в команде.
В 2000 году в Сиднее Джонсон выиграл бронзу в команде (вместе с Родом Уайтом и Виком Вандерле). В личном первенстве в Сиднее Бутч занял 19-е место, победив в первом раунде словенца Петера Копривникара 164—151 и уступив во втором раунде корейцу О Гё Муну 160—166.
В 2004 году в Афинах сборная США была близка к ещё одной награде в командном первенстве, но уступила в матче за 3-е место украинцам 235—237. В личном первенстве Джонсон занял 52-е место, уступив в первом же раунде Рону ван дер Хофу из Нидерландов 135—145.
В 2008 году в Пекине 52-летний Джонсон был самым возрастным участником олимпийского турнира по стрельбе из лука. В личном первенстве он стал 28-м: в первом раунде он лишь после третьего дополнительного выстрела сумел победить россиянина Андрея Абрамова, а во втором круге уступил корейцу Им Дон Хьюну. В команде американцы уступили в первом же раунде стрелкам из Тайваня 218—222.
Умер в мае 2024 года в возрасте 68 лет.